# Phra Mae Thorani

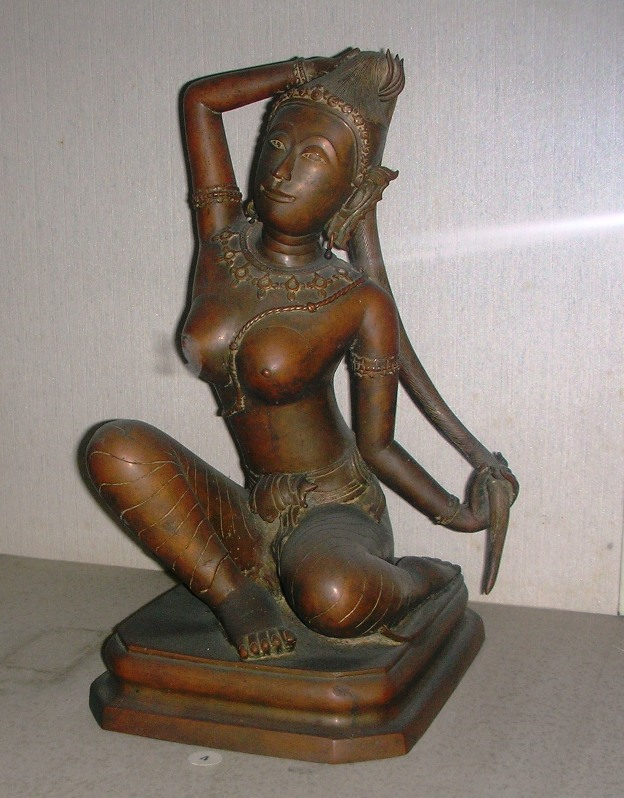
Phra Mae Thorani estatuilla en bronce. Museo Nacional de Bangkok

Phra Mae Thorani o Mae Phra Thorani o Nang Thorani, también conocida como Wathondara o Wathondare en birmano, en pali Vasudharao Preah Thorani en el idioma jemer en Tailandia y Laos, es una deidad de la Tierra de la mitología budista. También se la conoce con el nombre Suvathara o Sowathara.

## Etimología
La palabra "Thorani" es la transcripción en el sistema general Thai Real de la romanización del términodharaṇī, palabra tomada de los idiomas pali y sánscrito que se refiere a "terreno, tierra" y phra, del pali vara, y del tailandés mae (madre).

## Iconografía y simbología

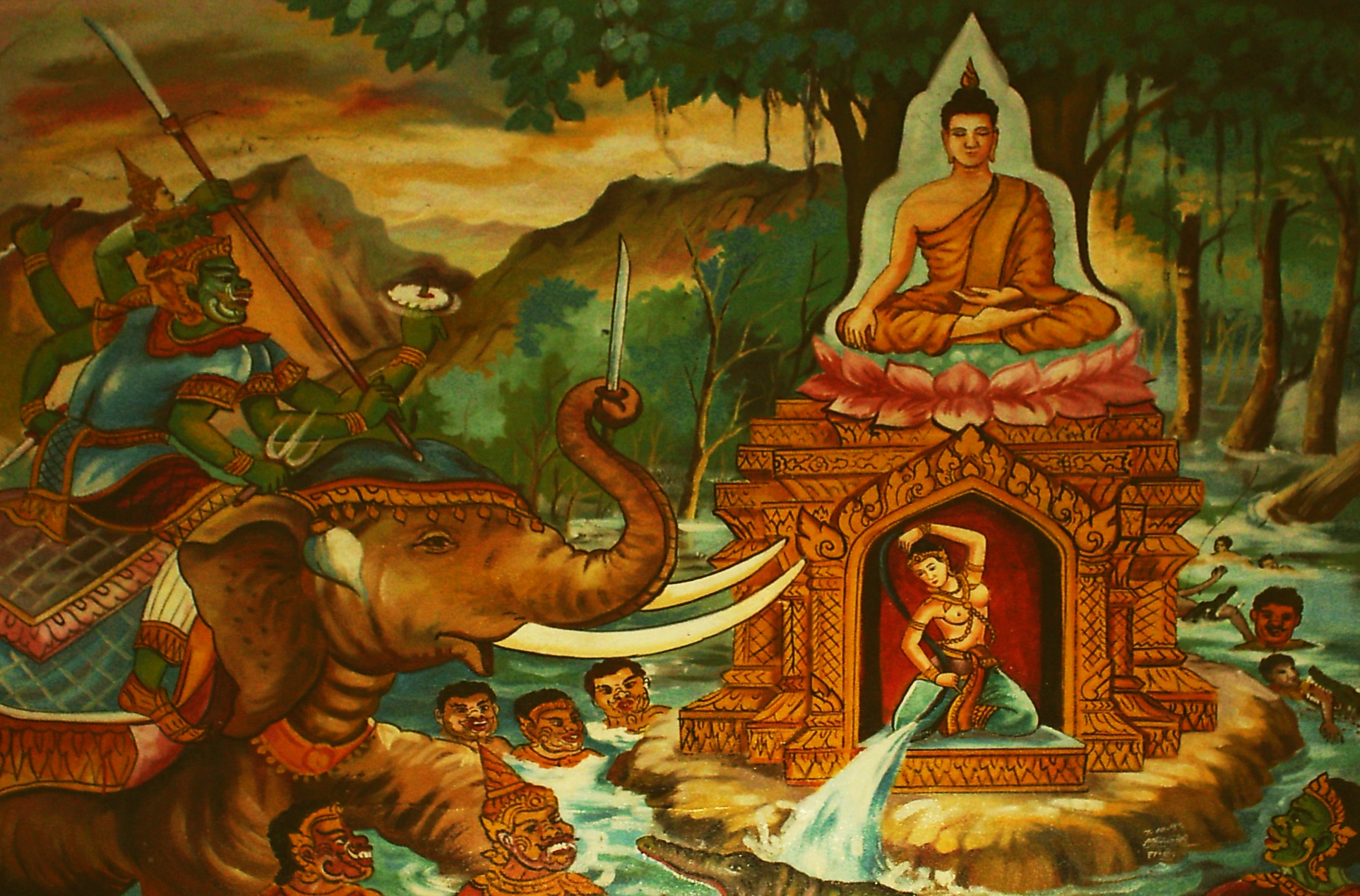
Pintura en un monasterio de Laotian. Buda durante la Batalla con Mara, señalando la tierra, solicitando a Phra Mae Thorani que venga en su ayuda.

Las imágenes de Phra Mae Thorani son comunes en los templos budistas de Birmania, Camboya, Tailandia y Laos.
De acuerdo con los mitos budistas, Phra Mae Thorani se personifica como una joven mujer que escurre el agua fría de su largo cabello para ahogar a Mara, el demonio enviado para tentar a Buda mientras este meditaba bajo el árbol Bodhi.

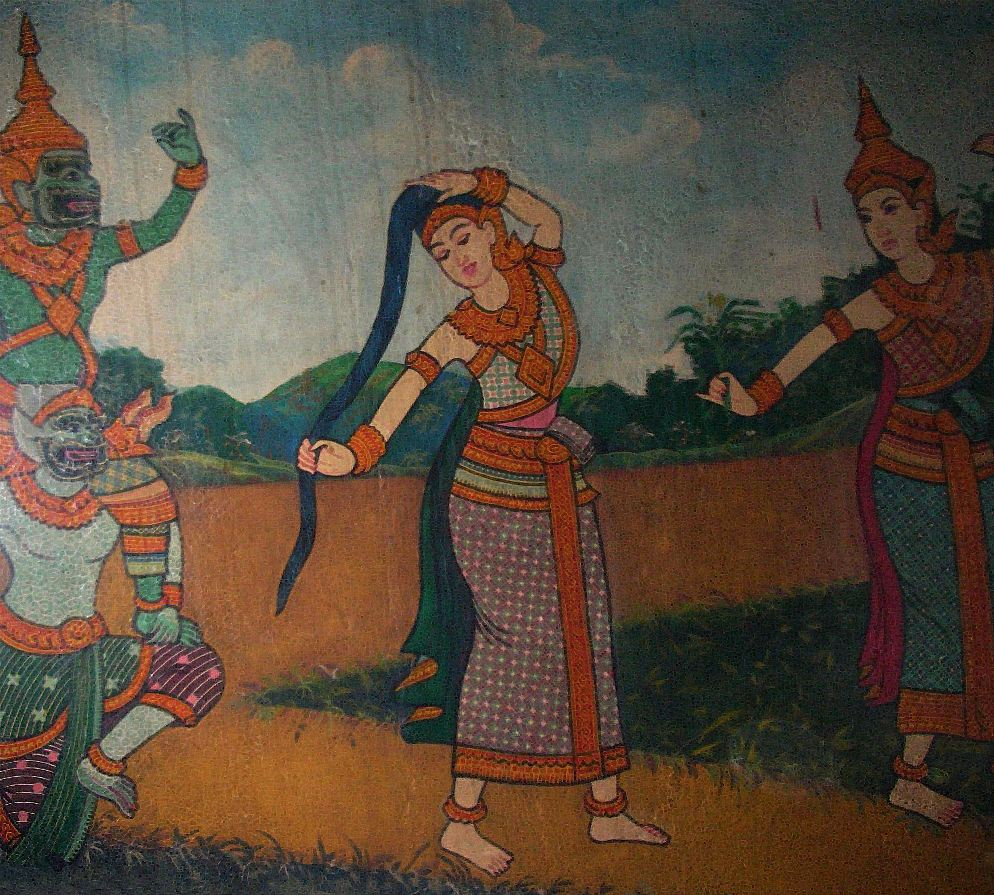
Mural Wat Phnom, Phnom Penh, Camboya Phra Mae Thorani ubicándose entre los demonios y Buda

En los murales de templos, se retrata a menudo a Phra Mae Thorani cuando el Buda llama a la Tierra para que esta sea su testigo. El agua que surge de su largo cabello aleja a Mara y simboliza la perfección de la generosidad (dana) del bodhisattva.

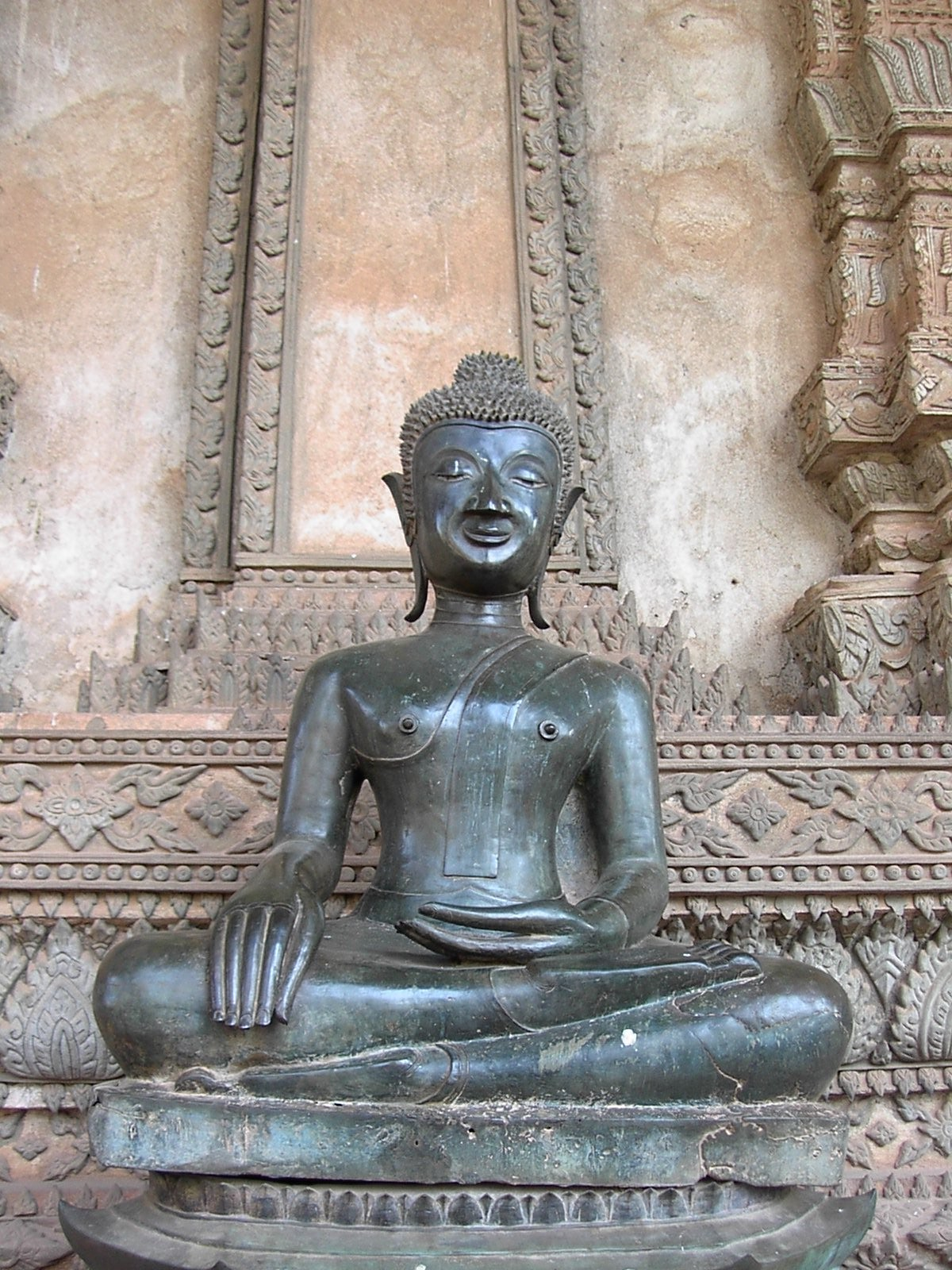
"Tocando la tierra"

'El Bodhisattva estaba sentado en su trono meditando bajo el árbol Bodhi; Mara, el malvado, estaba envidioso y quiso evitar que alcanzara la iluminación. Acompañado por sus guerreros, animales salvajes y sus hijas, Mara trató de conducir el Bodhisattva desde su trono. Todos los dioses estaban aterrorizados y huyeron, dejando a Bodhisattva solo ante el desafío de Mara. El Bodhisattva extendió su mano derecha y tocó la tierra, haciéndola testigo. La deidad de la tierra en la forma de una hermosa mujer se alzó por debajo del trono y afirmó el derecho de Bodhisattva a ocupar el vajriisana. Ella escurrió su largo cabello, y torrentes de agua fueron recogidos allí de las libaciones innumerables como donativos de Buda en las edades creando una inundación. La inundación alejó a Mara y a su armada y el Bodhisattva fue liberado para alcanzar la iluminación.

## Llamando a la tierra como testigo
En la iconografía de Buda Gautama en Laos y Tailandia, "tocar la tierra" hace referencia a Buda señalando hacia la tierra, para llamar a la deidad de la tierra para que venga en su ayuda y obtener así la iluminación espiritual, siendo testigo de sus méritos budistas pasados.

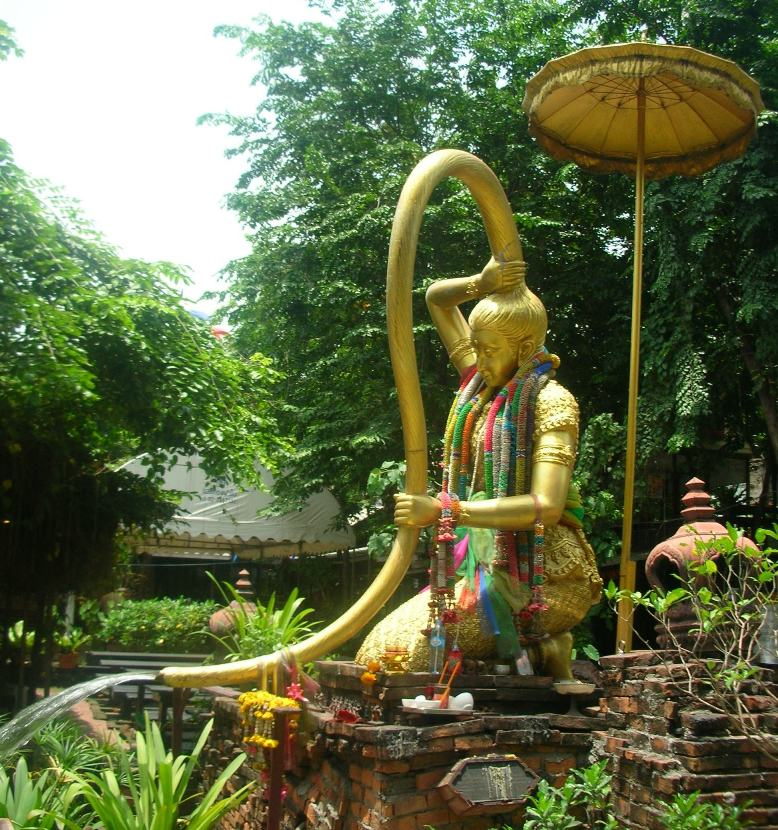
Fuente Phra Mae Thorani en Bangkok

## Libación budista del agua

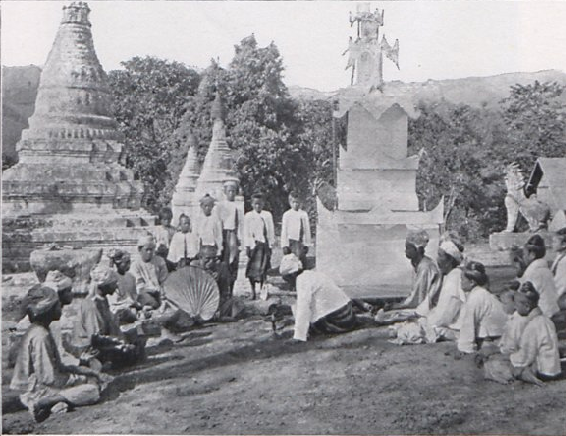
Photografía de la ceremonia de una libación en 1900.

En el budismo burmese, la ceremonia de libación del agua, llamada (yay zet cha), que incluye el ceremonial de vertido de agua de un vaso a una vasija, gota a gota, concluye la mayoría de las ceremonias budistas de celebraciones de donativos y fiestas. Este ceremonial de libación es realizado para compartir el mérito budista acumulado con todos los otros seres vivos en todos los 31 planos de existencia. Mientras el agua es derramada, una confesión de fe, llamada  hsu taung imaya dhammanu, es recitada y guiada por los monjes.
Entonces, el mérito es distribuido por los donantes, llamados ahmya wei diciendo 'Ahmya ahmya ahmya yu daw mu gya ba gon law tres veces, con la audiencia respondiendo thadu, que significa "bien hecho" en Pali. La deidad de la tierra Vasudhara es invocada para que sea testigo de los hechos meritorios. Posteriormente, el agua liberada es vertida en el suelo afuera, para retornar así el agua a Vasudhara.

## Uso moderno como símbolo
Phra Mae Thorani es retratada en el logotipo de:
- The Bangkok Metropolitan Waterworks Authority.
- El Partido Demócrata en Tailandia, para enfatizar la importancia de la tierra y el agua para Tailandia, junto con el proverbio Pali: sachamwe amatta wacha (สจฺจํเว อมตา วาจา) " la verdad es sin dudas la palabra que no muere," para simbolizar los valores del partido.[9]
- Mae Thorani suele aparecer en elementos decorativos del folclore tailandés.